# José Vicente Mestre Chust
José Vicente Mestre Chust (Barcelona, 18 de abril de 1967 - Ibidem.,  5 de julio de 2020), fue un profesor español licenciado en Filosofía en la Universidad de Barcelona en 1990, perteneció a la misma generación que el también filósofo Francesc Torralba.

## Biografía
Profesor de Derechos Humanos en la Universidad de Barcelona (UB) y de Historia de la Filosofía en la Universidad Abierta de Cataluña (UOC) ha trabajado el tema de los derechos humanos y su legitimación filosófica. Desde una perspectiva kantiana considera que los derechos humanos son una derivación del imperativo categórico y de la concepción de la dignidad. Así, afirma que los derechos humanos pueden ir evolucionando sin considerarlos como un todo inmutable, por lo que la lista de derechos humanos reconocidos puede ir ampliándose, siempre que haya un consenso, tal y como propone Jürgen Habermas que justifique esta ampliación.[cita requerida]
Falleció el 5 de julio de 2020 a causa de un cáncer.

## Libros Publicados
- Los derechos humanos. Editorial UOC (2006)
- La necesidad de la educación en derechos humanos. Editorial UOC (2007)
- Preguntas de Filosofía. Ed Bohodón (2011)
- Nazismo y Holocausto. Ediciones Carena (2012)
- La refundación de la democracia. Ediciones Carena (2014)
- Violacions dels Drets Humans. Editorial UOC (2014)
- Más allá de lo imposible. Ed. Txalaparta (2016)
- El Mayor de los silencios. Editorial Carena